# Richard Lorenz (Maler)
Richard Lorenz (* 9. Februar 1858 in Voigtstedt, Provinz Sachsen; † 2. August 1915 in Milwaukee, Wisconsin) war ein deutschamerikanischer Landschafts-, Tier- und Genremaler.

## Leben

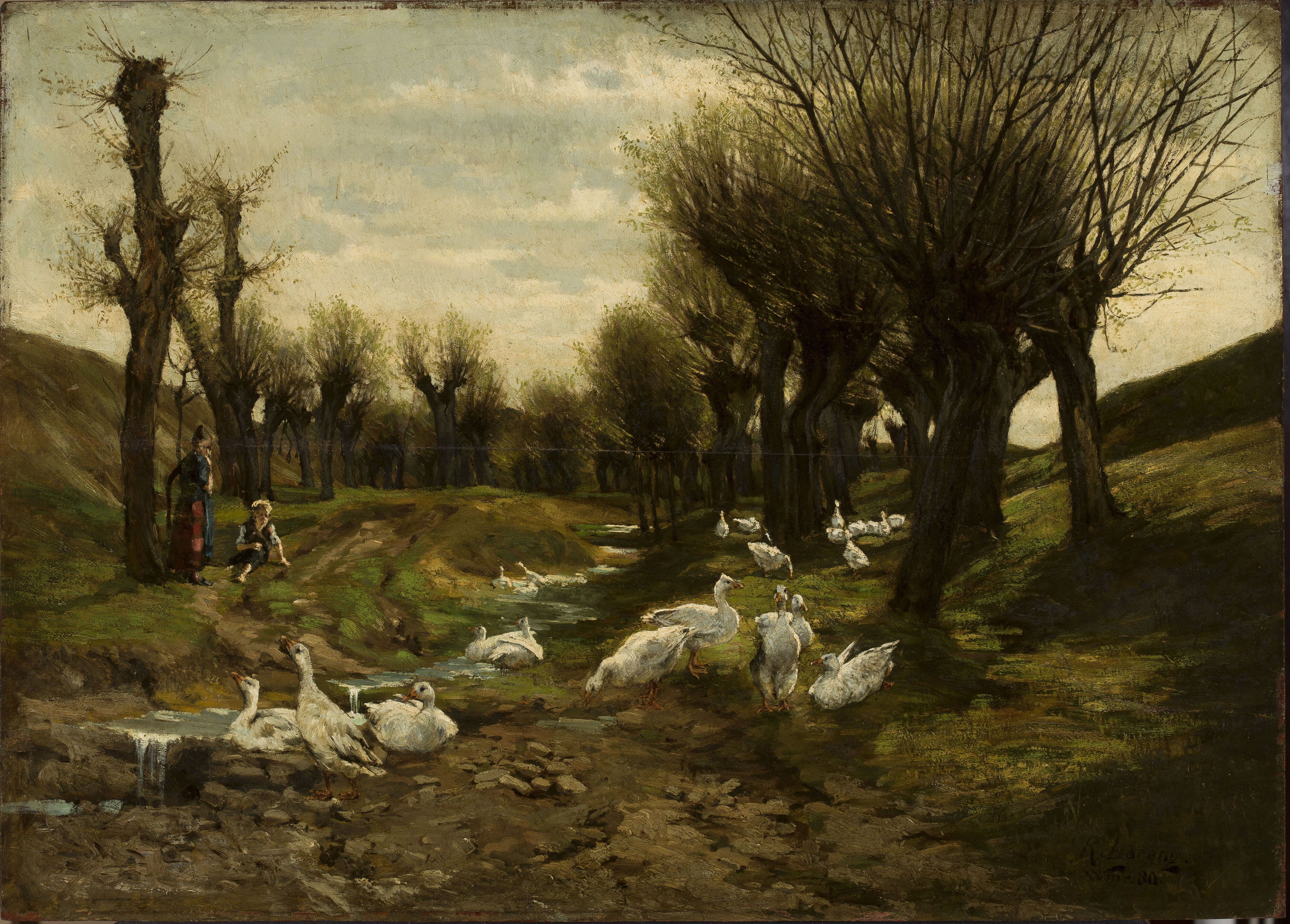
Gänse an einem Bach, 1880, Nationalmuseum Warschau

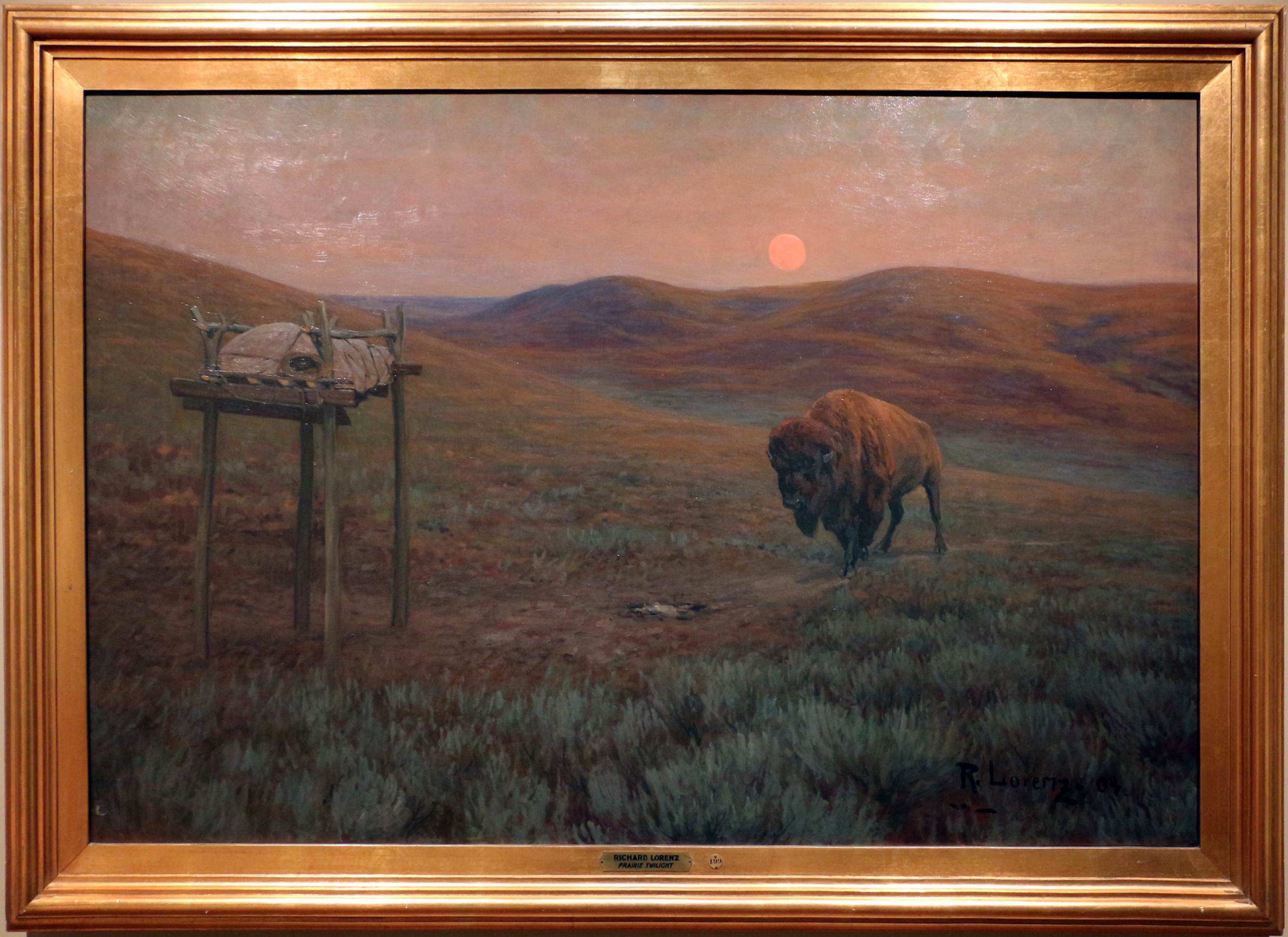
Prairie Twilight, 1904, Milwaukee Art Museum

Lorenz war Sohn des Bauern Friedrich Karl Lorenz und dessen Ehefrau Maria Friedericka Emilia. Im Alter von 15 Jahren schickten ihn seine Eltern nach Weimar, wo er wahrscheinlich zunächst die Stegmann-Jaede’sche Anstalt für Zeichnen und Modellieren besuchte. Dort war Franz Jäde sein Lehrer. Unter dem Lehrer Albert Brendel, der ihn an der Großherzoglich-Sächsischen Kunstschule Weimar unterrichtete, entwickelte er sich ab 1877 zu einem Tiermaler. Weitere Lehrer waren der Landschaftsmaler Theodor Hagen und der Porträtist und Genremaler Max Thedy.
Lorenz war ein erfahrener Pferdemaler und hatte Ausstellungen in Antwerpen und Berlin beschickt, als er 1886 in die Vereinigten Staaten ging, um Mitarbeiter in William Wehners American Panorama Company im Milwaukee zu werden. Später malte er in San Francisco in Kalifornien, San Antonio in Texas, in Oregon, Colorado und in Arizona. 1888 wurde er als Nachfolger von Otto von Ernst Direktor der Milwaukee Art School, wo unter anderem Frank Tanney Johnson (1874–1939), Louis Mayer (1869–1969), Alexander Mueller (1872–1935) und George Raab (1866–1943) seine Schüler waren.
Lorenz wurde vor allem durch Szenen des American West bekannt und galt nach dem Tod von Frederic Remington als der führende US-amerikanische Vertreter der Malerei des „Wilden Westens“, oft malte er Motive mit Pferden in den Great Plains. Seine Bilder präsentierte er außer in Milwaukee auch auf international beschickten Ausstellungen, etwa 1891 in München, 1893 auf der World’s Columbian Exposition und in der Pennsylvania Academy, 1901 auf dem Salon de Paris, 1904 in der Louisiana Purchase Exposition.
Um 1909 reiste Lorenz für einen Besuch seiner Heimat wieder nach Deutschland. Er besuchte den Hof, wo er als Kind aufgewachsen war, und seine Akademie in Weimar, außerdem seinen früheren Mitschüler Christian Rohlfs.
Lorenz starb im Alter vom 57 Jahren an einem Schlaganfall, den er bei einem Morgenspaziergang erlitten hatte. Zu jener Zeit war seine Gesundheit bereits stark beeinträchtigt. Er war an Grauem Star erkrankt, so dass er das Malen aufgeben musste. Im Frühjahr 1916 veranstalteten die Reinhardt Galleries in Milwaukee mit Werken aus seinem Atelier eine Gedenkausstellung.